# RBB Fernsehen

Publieke omroepen van de Duitse deelstaten

RBB Fernsehen is de televisiezender van de Duitse omroep Rundfunk Berlin-Brandenburg. De zenders SFB1 en ORB Fernsehen werden op 1 mei 2003 hernoemd tot respectievelijk RBB Berlin en RBB Brandenburg, nadat de toenmalige omroepen Sender Freies Berlin (SFB) en Ostdeutscher Rundfunk Brandenburg (ORB) fuseerden. Tot en met 28 februari 2004 werden echter nog afzonderlijke programma's uitgezonden. Op 29 februari 2004 volgde de fusie van beide televisiezenders tot RBB Fernsehen.
RBB Fernsehen is het derde openbare televisiekanaal in Berlijn en Brandenburg. Tussen 19:30 en 20:00 wordt de zender opgesplitst voor regionale programma's, zoals de Abendschau voor Berlijn en Brandenburg Aktuell voor Brandenburg.